# Serie GeForce 400
Sirviendo como la introducción de Fermi, la serie GeForce 400 es una serie de unidades de procesamiento de gráficos desarrolladas por Nvidia. Su lanzamiento estaba originalmente programado para noviembre de 2009; sin embargo, después de retrasos, se lanzó el 26 de marzo de 2010 y estuvo disponible en abril de 2010.
Su competidor directo era la serie Radeon HD 5000 de ATI.

## Arquitectura
Nvidia describió la microarquitectura Fermi como el próximo gran paso en su línea de GPU siguiendo la microarquitectura Tesla utilizada desde el G80. El GF100, el primer producto de la arquitectura Fermi, es grande: 512 procesadores de flujo, en dieciséis grupos de 32, y 3.000 millones de transistores, fabricados por TSMC en un proceso de 40 nm. Es el primer chip de Nvidia compatible con OpenGL 4.0 y Direct3D 11. Nunca se vendió ningún producto con una GPU GF100 totalmente habilitada. La GTX 480 tenía un multiprocesador de transmisión deshabilitado. La GTX 470 tenía dos multiprocesadores de transmisión y un controlador de memoria deshabilitados. La GTX 465 tenía cinco multiprocesadores de transmisión y dos controladores de memoria desactivados. Las tarjetas GeForce de consumo venían con 256 MB adjuntos a cada uno de los controladores de memoria GDDR5 habilitados, para un total de 1,5, 1,25 o 1,0 GB; el Tesla C2050 tenía 512 MB en cada uno de los seis controladores y el Tesla C2070 tenía 1024 MB por controlador. Ambas tarjetas Tesla tenían catorce grupos activos de procesadores de flujo.
Los chips que se encuentran en la marca Tesla de alto rendimiento cuentan con memoria con ECC opcional y la capacidad de realizar una operación de punto flotante de doble precisión por ciclo por núcleo; las tarjetas GeForce de consumo tienen un controlador restringido artificialmente a una operación DP cada cuatro ciclos. Con estas características, combinadas con soporte para Visual Studio y C++, Nvidia se dirigió a los mercados profesionales y comerciales, así como al uso en computación de alto rendimiento.
Fermi lleva el nombre del físico italiano Enrico Fermi.

### Limitaciones actuales y compensaciones
La cantidad de SRAM incorporada por ALU en realidad disminuyó proporcionalmente en comparación con la generación G200 anterior, a pesar del aumento de la memoria caché L2 de 256 kB por 240 ALU a 768 kB por 512 ALU, ya que Fermi tiene solo 32768 registros por 32 ALU (frente a 16384). por 8 ALU), solo 48 kB de memoria compartida por 32 ALU (frente a 16 kB por 8 ALU) y solo 16 kB de caché por 32 ALU (frente a 8 kB de caché constante por 8 ALU + 24 kB de caché de textura por 24 ALU). Los parámetros, como el número de registros, se pueden encontrar en la tabla de comparación de capacidad de cómputo de CUDA en el manual de referencia.

## Historia
El 30 de septiembre de 2009, Nvidia publicó un documento técnico que describe la arquitectura: el chip cuenta con 16 'multiprocesadores de transmisión', cada uno con 32 'núcleos CUDA' capaces de una operación de precisión simple por ciclo o una operación de precisión doble cada dos ciclos, un espacio de direcciones virtuales de 40 bits que permite que la memoria del host se asigne al espacio de direcciones del chip, lo que significa que solo hay un tipo de puntero y hace que el soporte de C++ sea significativamente más fácil, y una interfaz de memoria GDDR5 de 384 bits de ancho. Al igual que con el G80 y el GT200, los subprocesos se programan en 'warps', conjuntos de 32 subprocesos, cada uno de los cuales se ejecuta en un solo núcleo de sombreado. Mientras que el GT200 tenía 16 KB de "memoria compartida" asociada con cada grupo de sombreadores y requería que los datos se leyeran a través de las unidades de texturización si se necesitaba un caché, GF100 tiene 64 KB de memoria asociada con cada grupo, que se puede usar como un Caché de 48 KB más 16 KB de memoria compartida, o como caché de 16 KB más 48 KB de memoria compartida, junto con una caché L2 de 768 KB compartida por los 16 clústeres.
El libro blanco describe el chip mucho más como un procesador de propósito general para cargas de trabajo que abarcan decenas de miles de subprocesos, que recuerda a la arquitectura Tera MTA, aunque sin el soporte de esa máquina para un acceso aleatorio a la memoria muy eficiente, que como un procesador de gráficos.
Muchos usuarios reportaron altas temperaturas y consumo de energía mientras recibían mejoras de rendimiento correspondientemente bajas en las GPUs Fermi de la serie GeForce 400 en comparación con la serie Radeon HD 5000 de su competidor rival AMD, lo que llevó a AMD a crear y lanzar un video promocional "The Misunderstanding" para empujar diversión en el tema. En el video se ve a una unidad policial iniciando un allanamiento a una vivienda con un gran perfil térmico, lo que indica un operativo de cultivo. Sin embargo, al ingresar a la casa, es evidente que la fuente de la alta temperatura es una GPU Fermi. Se convirtió en una broma común que uno podía freír un huevo en una GPU Fermi a plena carga.

## Productos
Todos los productos se producen en un proceso de fabricación de 40 nm. Todos los productos son compatibles con Direct3D 12.0 en un nivel de funciones 11_0, OpenGL 4.6 y OpenCL 1.1. La única excepción es la GeForce 405, una tarjeta solo OEM, que se basa en el núcleo GT218 (Tesla) que solo admite DirectX 10.1, OpenGL 3.3 y no admite OpenCL, y es la única tarjeta en el rango GeForce 400 que no se basa en el Microarquitectura Fermi. Por los parámetros, la GeForce 405 es idéntica a la GeForce 310, también una tarjeta solo OEM, que a su vez se basa en la GeForce 210. Todos los productos tienen un solo conector DB15 VGA en una tarjeta de altura y longitud completas, excepto que se indique lo contrario.
El 8 de noviembre de 2010, Nvidia lanzó el chip GF110, junto con la GTX 580 (reemplazo de la 480). Es un chip GF100 rediseñado, que usa mucha menos energía. Esto permitió a Nvidia habilitar los 16 SM (los 16 núcleos), lo que antes era imposible en el GF100«Nvidia GeForce GTX 580».  Varias características de la arquitectura GF100 solo estaban disponibles en las series de tarjetas Quadro y Tesla más caras. Para los productos de consumo GeForce, el rendimiento de doble precisión es una cuarta parte del de la arquitectura Fermi "completa". La memoria de verificación y corrección de errores (ECC) tampoco funciona en las tarjetas de consumo. Las tarjetas GF100 brindan Compute Capability 2.0, mientras que las tarjetas GF104/106/108 brindan Compute Capability 2.1.

## Soporte discontinuado
Nvidia anunció que después de la versión 390 de los controladores, ya no lanzará controladores de 32 bits para sistemas operativos de 32 bits.
Nvidia anunció en abril de 2018 que Fermi pasará al estado de soporte de controlador heredado y se mantendrá hasta enero de 2019.